# Force 136

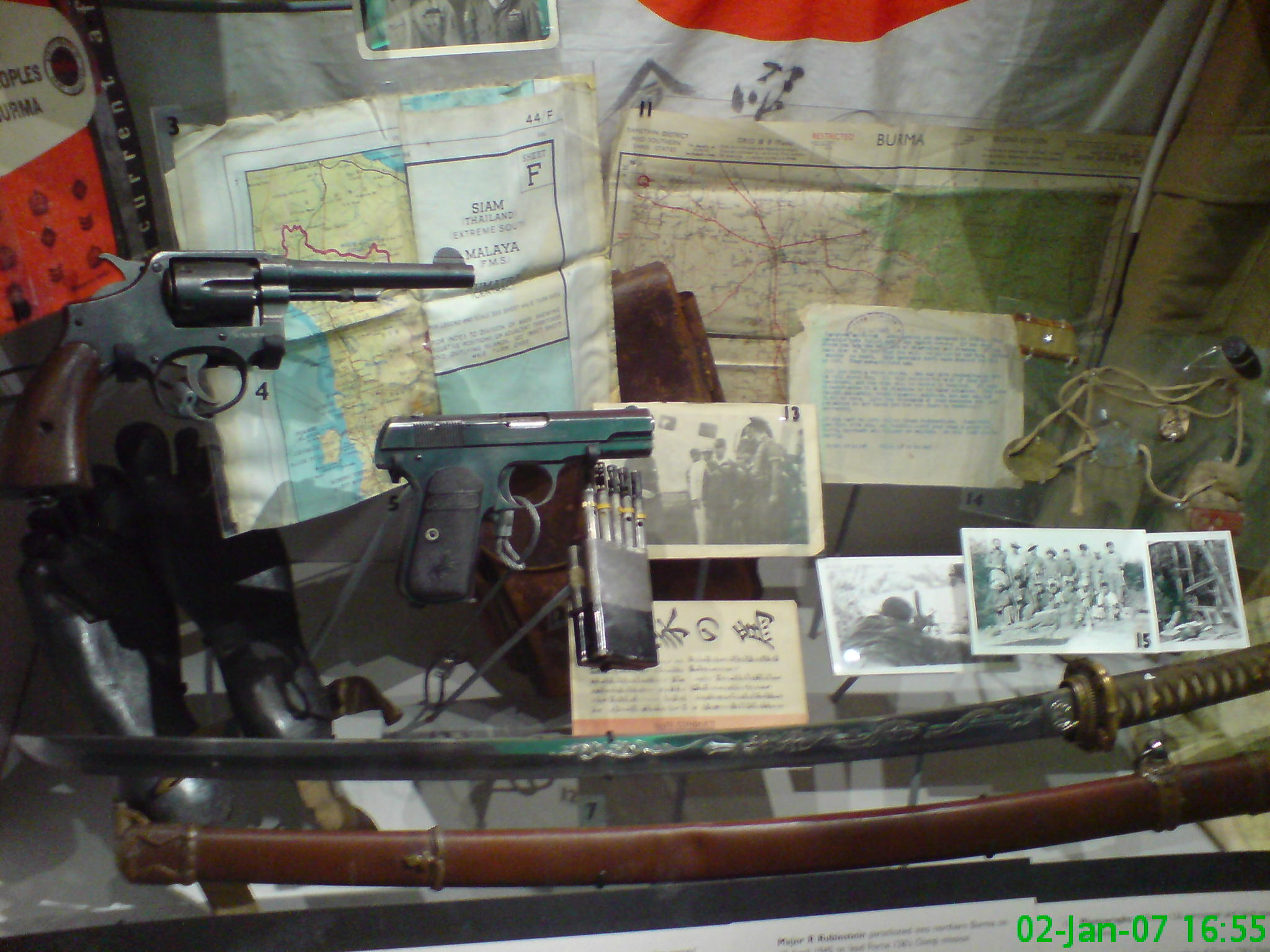
Raccolta di cimeli War in the Far East presso l'Imperial War Museum di Londra. Tra i vari oggetti una bandiera di buona fortuna giapponese, mappa operativa (numero 11), fotografie di personale Force 136 e guerriglieri in Birmania (15), una katana che fu consegnata ad un ufficiale SOE a Gwangar (Malesia Britannica)
nel settembre 1945 (7), e suole di gomma concepite per essere indossate sotto gli stivali degli agenti per confondere le impronte quando si cammina sulle spiagge (in basso a sinistra).

Force 136 era il nome di copertura generale per una branca dell'organizzazione britannica Special Operations Executive (SOE) (esistente nella seconda guerra mondiale). L'organizzazione fu costituita per incoraggiare e equipaggiare i movimenti di resistenza nei territori occupati dal nemico, ed occasionalmente promuovere operazioni clandestine di sabotaggio. La Force 136 operava nel Teatro del sud-est asiatico della seconda guerra mondiale, che il Giappone occupava nel periodo dal 1941 al 1945.
I capi della Force 136 erano britannici (ufficiali o civili), ma la maggior parte dei soggetti addestrati ed impiegati come agenti erano originari delle zone in cui operavano. Britannici, americani o altri occidentali non potevano (per ovvi motivi di riconoscibilità) operare clandestinamente in città o altre zone popolate in Asia, ma una volta che i movimenti di resistenza sfociavano in aperta rivolta, il personale delle forze armate alleate che conosceva le lingue e la gente del posto diventava inestimabile nel ruolo di collegamento con le forze convenzionali. In Birmania in particolare, il SOE poteva avvalersi di ex gestori di foreste ed altri, che avevano studiato a fondo il birmano o altre lingue locali prima della guerra, ed erano diventati ufficiali dell'esercito quando i giapponesi invasero la Birmania.

## Storia
Il SOE fu formato nel 1940, dalla fusione tra i preesistenti dicasteri del War Office e del Ministry of Economic Warfare. Il suo scopo era incitare, organizzare e equipaggiare forze indigene di resistenza nei territori occupati dal nemico. in principio il nemico era costituito dalla Germania nazista e dall'Italia, ma dalla fine del 1940 divenne chiaro che il conflitto con il Giappone sarebbe stato altrettanto inevitabile.
Furono inviate due missioni per instaurare il SOE in Estremo Oriente (e per assumerne il controllo politico). La prima era guidata da un ex uomo d'affari, Valentine Killery di Imperial Chemical Industries (ICI), che costituì il suo quartier generale a Singapore. Fu messa assieme un'organizzazione di resistenza improvvisata in Malaysia, ma Singapore fu conquistata il 15 febbraio 1942, poco dopo l'entrata in guerra del Giappone.
Fu avviata una seconda missione da un altro ex uomo d'affari, Colin Mackenzie di J. and P. Coats, industria tessile. La India Mission di Mackenzie in origine operava da Meerut nell'India nordoccidentale. La sua ubicazione risentiva del timore che i tedeschi potessero travolgere il Medio Oriente ed il Caucaso, ed in questo caso si sarebbero costituiti movimenti di resistenza  in Afganistan, Persia e Iraq. Quando tale minaccia fu sventata nel 1942 dopo le battaglie di Stalingrado ed El Alamein, l'attenzione si spostò sul Sudest Asiatico.
Il primo nome di copertura di India Mission fu GS I(k), che la faceva apparire una branca di registrazione di GHQ India. Nel marzo 1944 fu adottata la denominazione Force 136. Nel dicembre 1944 il quartier generale di quell'organizzazione fu trasferito a Kandy in Ceylon, e cooperava strettamente con il South East Asia Command che aveva sempre la sede lì.
Nel 1946 la Force 136 fu disciolta, assieme al resto del SOE.

## Attività

### Malesia britannica
La Oriental Mission del SOE tentò sin dall'agosto del 1941 di creare organizzazioni "stay-behind" e di resistenza, ma i suoi piani furono contrastati dal governatore della colonia britannica, Sir Shenton Thomas. Riuscì ad iniziare qualcosa di serio solo da gennaio 1942, quando l'invasione giapponese della Malesia britannica era già iniziata.
L'esploratore ed alpinista Freddie Spencer Chapman fondò una scuola di guerra irregolare, STS 101. Lo stesso Chapman guidò le prime sortite di ricognizione ed attacco contro le linee giapponesi durante la battaglia del fiume Slim (6-8 gennaio 1942). Sebbene alcuni ex alunni della scuola avessero dato vita a qualche azione contro le linee di comunicazione nipponiche, 
rimasero isolati dalle altre forze alleate in conseguenza alla caduta di Singapore. L'Oriental Mission tentò di istituire un quartier generale a Sumatra ma anche quest'isola cadde in mano ai giapponesi.

#### Partito comunista malese
Prima che i giapponesi attaccassero la Malesia Britannica, esisteva già una potenziale organizzazione di resistenza, il Partito comunista malese (MCP, in acronimo inglese). I membri di questo partito appartenevano per lo più alla comunità cinese ed erano implacabilmente anti-giapponesi. Poco prima della caduta di Singapore, al segretario generale del partito, Lai Teck, fu detto dalle autorità britanniche che il partito doveva disperdersi nelle foreste, una decisione già assunta dai membri del partito stesso.
In isolamento, i comunisti formarono l'Esercito popolare malese anti-giapponese (MPAJA, in acronimo inglese). Le sue prime armi e dotazioni erano state donate dalla STS 101 prima dell'occupazione, oppure recuperate dai campi di battaglia o da depositi che l'esercito britannico aveva abbandonato. Lo MPAJA formò nella foresta accampamenti ed unità rigidamente disciplinati, riforniti di cibo da reti di contatti tra lavoratori cinesi sfollati e "occupanti abusivi" di terre ai margini. Chapman era rimasto in Malesia Britannica dopo la caduta di Singapore, ma non aveva radio o mezzi per contattare altrimenti le forze alleate. Ciò nonostante, lo MPAJA considerava ancora Chapman come l'autorità britannica ufficiale, e Chin Peng fu nominato ufficiale di collegamento presso Chapman.

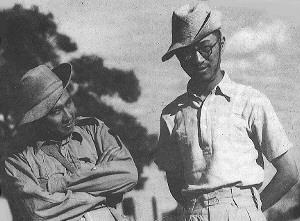
Tan Chong Tee (sinistra) e Lim Bo Seng; probabile immagine degli anni 1930 o 1940.

Nel 1942 l'eroe singaporiano della Seconda guerra mondiale Lim Bo Seng era ritornato in Malesia Britannica da Calcutta, e reclutò  alcuni agenti che nel 1943 avrebbero riparato in India. La Force 136 cercò di riprendere contatto con Chapman con l'Operazione Gustavus, infiltrando dal mare presso l'isola di Pangkor un commando che comprendeva Lim Bo Seng e i veterani della STS 101 John Davis e Richard Broome. La loro radio non riuscì a contattare il quartier generale della Force 136 e i contatti MPAJA sull'isola di Pangkor furono traditi e consegnati ai giapponesi.
Nel febbraio 1945 la radio portata da Gustavus iniziò finalmente a funzionare. Chapman poté recarsi al quartier generale della Force 136 in Kandy e riferire. A quel punto, la Force 136 aveva importanti risorse, e nei pochi mesi che precedettero la fine della guerra, riuscì a spedire 2000 armi e non meno di 300 persone di collegamento allo MPAJA. Almeno metà di costoro erano britannici che avevano lavorato o vissuto in Malesia Britannica prima della guerra, gli altri erano cinesi che si erano rifugiati in India o che erano stati ingaggiati dalla Force 136 per addestramento. Con queste risorse lo MPAJA poté evolvere in un consistente esercito di guerriglia con circa 7000 combattenti. Tuttavia, il Giappone si arrese prima che esso avesse la possibilità di inscenare una vasta insurrezione. 
Isolati negli accampamenti della giungla per diversi anni, lo MCP e lo MPAJA avevano epurato molti membri sospetti di tradimento o spionaggio, il che contribuì al loro feroce atteggiamento post-bellico e in seguito sfociò nell'insorgenza nota come Emergenza malese.

#### Kuomintang
Anche il Kuomintang (KMT) ebbe un ampio seguito nella comunità cino-malese nel periodo anteguerra, ma non fu in grado di suscitare alcuna significativa resistenza contro i giapponesi. In parte, questo avvenne perché era radicato tra la popolazione delle città, a differenza dell'MCP, che traeva gran parte del suo supporto dai lavoratori di miniere o piantagioni in remoti insediamenti o da "abusivi" ai margini della foresta. Gran parte dei sostenitori KMT e i loro familiari erano quindi ostaggio di ogni rappresaglia di massa dei giapponesi.
Quando Lim Bo Seng e gli altri agenti della Force 136 tentarono di mettersi in contatto con le reti Kuomintang ad Ipoh nell'ambito dell'Operazione Gustavus, scoprirono che le azioni clandestine del KMT erano viziate da corruzione o faide private.

### Cina
Dal 1938 la Gran Bretagna aveva continuamente sostenuto la Repubblica di Cina contro i giapponesi, consentendo la fornitura di provviste ai cinesi attraverso la Strada della Birmania. Il SOE aveva numerosi progetti che riguardavano la Cina agli esordi della guerra. All'inizio della guerra il SOE aveva vari piani che riguardavano la Cina.
Dovevano essere inviate forze in Cina attraverso la Birmania e proprio in Birmania fu istituita una Scuola di guerra boschiva sotto la guida di Mike Calvert, con lo scopo di addestrare alla guerra irregolare cinesi e personale alleato. Questi piani si arrestarono con la conquista giapponese della Birmania nel 1942.
A rigore, il SOE non aveva l'incarico di operare in Cina dopo il 1943, quando ciò fu rimesso agli americani. In ogni caso, un gruppo, Mission 204, formalmente noto come 204 British Military Mission to China e conosciuto anche come Tulip Force tentò di prestare assistenza all'Esercito nazionalista cinese. La prima fase diede scarsi risultati ma fu perseguita una seconda fase con maggior successo, almeno sinché l'offensiva dell'Operazione Ichi-Go non costrinse il SOE a ripiegare nel 1944.
Il British Army Aid Group guidato da Lindsay "Blue" Ride era invece attivo presso Hong Kong, nel territorio controllato dal Partito Comunista Cinese.
Nell'operazione Remorse, l'uomo d'affari Walther Fletcher condusse operazioni economiche clandestine come ottenere gomma di contrabbando, speculazione sulla valuta, e così via, nella Cina occupata dai giapponesi. In conseguenza di queste attività, il SOE generò effettivamente un profitto finanziario di 77 milioni di sterline nell'Estremo Oriente. Molti di questi fondi e delle reti usate per acquisirli furono poi impiegati in varie operazioni di soccorso e rimpatrio, ma le voci critiche eccepiscono che in tal modo si creò una provvista di denaro di cui il SOE poteva disporre al di fuori di ogni normale autorità o contabilità.

### Thailandia
Il 21 dicembre 1941 si concluse una alleanza militare formale tra la Thailandia del feldmaresciallo Plaek Phibunsongkhram e il Giappone. A mezzogiorno del 25 gennaio 1942 la Thailandia dichiarò guerra a Stati Uniti e Gran Bretagna. Alcuni thailandesi appoggiavano l'alleanza, pensando che corrispondesse all'interesse nazionale o che fosse più saggio schierarsi con una potenza vittoriosa. Altri formarono il Seri Thai per resistere. Il Seri Thai era sostenuto dalla Force 136 e dall'OSS, e forniva preziose informazioni dalla Thailandia. Alla fine, quando la guerra si volse a sfavore dei giapponesi, Phibun fu costretto ad arrendersi, e venne formato un governo controllato dal Seri Thai. Fu progettato un colpo di stato per sconvolgere le forze di occupazione nel 1945, ma fu impedito dal concludersi della guerra.

### Birmania
La Birmania fu il teatro in cui si compirono i maggiori sforzi alleati nel Sudest asiatico a partire dalla fine del 1942, e la Force 136 ebbe un ruolo determinante. Al principio dovette competere con formazioni regolari come i Chindits ed altre organizzazioni irregolari per accaparrarsi personale adatto, aerei ed altre risorse. Alla fine giocò una parte significativa nella liberazione del paese costruendo lentamente un'organizzazione nazionale che fu impiegata con grande efficacia nel 1945.
Della Birmania si occupavano due sezioni del SOE. Una si concentrava sulle comunità minoritarie che abitavano principalmente le regioni di frontiera; l'altra creava collegamenti con i movimenti nazionalisti tra le maggioritarie popolazioni bamar nelle parti centrali del paese e nelle città più grandi. Si è affermato che questa divisione nell'iniziativa politica, benché necessaria sul piano militare, alimentò i conflitti inter-etnici che continuano in Birmania (Myanmar) sino ai nostri giorni. 
Ci furono indiani ed afgani che appartennero alla Force 136 e divennero protagonisti dell'operazione birmana, come C. L. Sharma, un professore indiano di linguistica presso il quartier generale dell'esercito britannico in India che divenne poi un membro attivo della Force 136 e trascorse almeno 6 anni impegnato prevalentemente in varie missioni della Force in Birmania.

#### Karens, chin, rakhine e kachin
La comunità prevalente di Birmania era bamar. Tra le etnie di minoranza birmane, come chin, karen e jingpo, c'era una mescolanza di sentimenti anti-bamar, anti-nipponici e filo-britannici. Nel 1942 il filo-nipponico Esercito birmano di indipendenza, costituito con l'appoggio dei giapponesi, tentò di disarmare i karen nella zona del delta dell'Irrawaddy. Ne scaturì una guerra civile su vasta scala che orientò i karen decisamente contro i giapponesi.
I karen erano la minoranza più numerosa. Sebbene molti vivessero nel delta dell'Irrawaddy, la loro patria può considerarsi il "Karenni", un tratto montuoso e fittamente boscoso lungo la frontiera con la Thailandia. Avevano fornito numerose reclute ai Burma Rifles (facenti parte delle forze britanniche in Birmania all'inizio della guerra), e nel caos della ritirata britannica verso l'India, molti di loro, cui erano stati lasciati il fucile e tre mesi di paga, avevano ricevuto l'ordine di ritornare al villaggio di origine per attendervi nuovi ordini. La presenza di questi soldati addestrati conferiva efficacia alla resistenza dei karen.
Alcuni ufficiali britannici dell'esercito erano stati lasciati nel Karenni, in un estemporaneo tentativo di creare un'organizzazione "stay-behind". Nel 1943, i giapponesi lanciarono una feroce spedizione punitiva nel Karenni, dove sapevano che era attivo un ufficiale britannico. Purché fosse risparmiata la popolazione, l'ufficiale di collegamento inglese Hugh Seagrim si consegnò spontaneamente ai giapponesi, che lo giustiziarono assieme a parecchi suoi combattenti karen. 
Comunque, la Force 136 continuò a rifornire i karen, e dalla fine del 1944 diede vita all'Operazione Character (materialmente simile all'Operazione Jedburgh svoltasi nella Francia occupata dai nazisti), in cui vennero paracadutate squadre di tre uomini per organizzare la resistenza di larga scala nel Karenni. Alcune delle squadre di Character avevano partecipato a Jedburgh, altre provenivano dai Chindits. Nell'aprile 1945 la Force 136 preparò una grande sollevazione locale a sostegno dell'offensiva alleata in Birmania, volta ad impedire che la XV armata nipponica ostacolasse l'avanzata alleata verso Rangoon. Dopo la conquista di quest'ultima, i partigiani karen continuarono a molestare le unità e gli sbandati giapponesi ad est del fiume Sittang. È stato stimato che al momento del loro massimo impegno i karen schierassero 8 000 guerriglieri effettivi (qualche fonte azzarda 12 000), oltre ad un numero ben più grande di simpatizzanti e fiancheggiatori.
Il SOE manteneva alcune missioni nello Stato Kachin, il territorio abitato dai kachin della Birmania settentrionale, ma per la gran parte della guerra questa zona faceva capo al "teatro (di operazioni) Cina-Birmania-India" controllato dagli americani, e i guerriglieri kachin venivano armati e coordinati dall'organizzazione di collegamento statunitense, OSS Detachment 101.
I vari gruppi etnici (chin, lushai-mizo, rakhine) che popolavano le zone di confine tra Birmania ed India non erano di competenza della Force 136 ma della V Force, una formazione irregolare sotto il diretto controllo dell'esercito britannico. Dal 1942 al 1944, i popoli delle colline nelle regioni di confine combatterono per entrambe le fazioni; alcuni dirette dalla V Force ed altri comandi delle forze irregolari alleate; altri con organizzazioni locali o sponsorizzate dai giapponesi come la Forza di Difesa Chin e la Forza di Difesa Rachine.

#### Collegamenti politici birmani

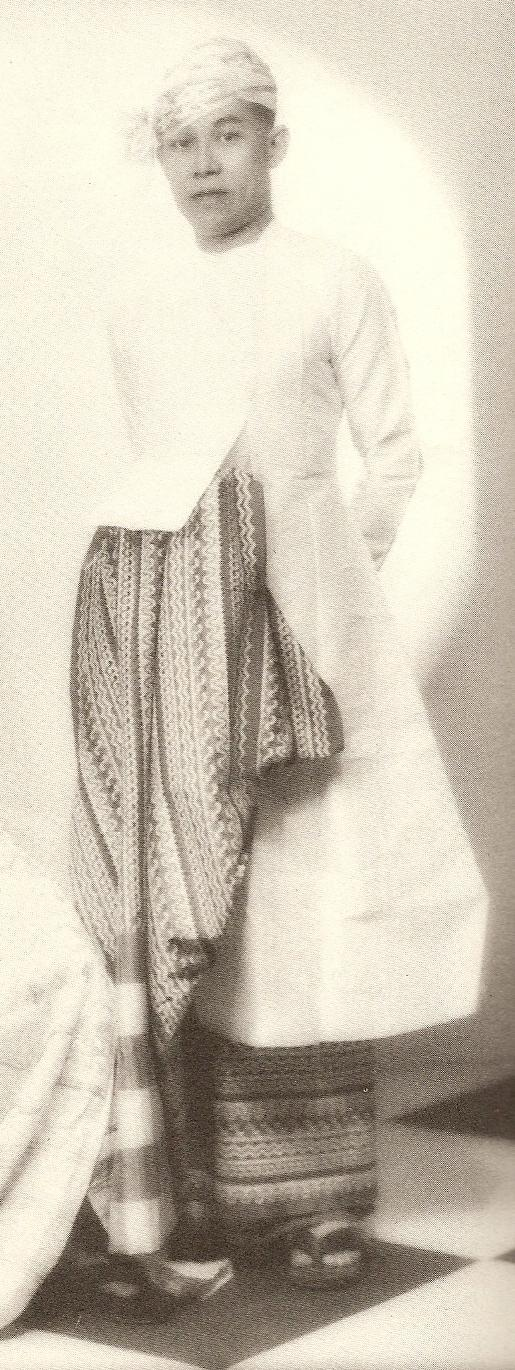
Ba Maw all'incoronazione di re Giorgio (1937).

La sezione birmana di Force 136 era comandata da John Ritchie Gardiner, già manager di una società forestale prima della guerra e membro del Consiglio Municipale di Rangoon. Conosceva personalmente alcuni politici birmani come Ba Maw che in seguito avrebbe formato un governo che, ancorché nominalmente indipendente, collaborava per necessità con gli occupanti giapponesi.
Nel 1942, quando i giapponesi invasero la Birmania, la maggioritaria etnia bamar simpatizzava per loro, o quanto meno era ostile al governo coloniale britannico e alla comunità di indiani immigrati o trasferiti come lavoratori per le industrie di recente creazione. I volontari bamar aderirono numerosi all'Esercito birmano di indipendenza che sviluppò alcune azioni contro le forze britanniche. Negli anni dell'occupazione questo orientamento cambiò. L'Esercito birmano di indipendenza fu riorganizzato come "Esercito Nazionale Birmano" (BNA, in acronimo inglese), controllato dai giapponesi. Nel 1944, Aung San, il nazionalista birmano che aveva fondato l'Esercito di indipendenza con l'aiuto giapponese ed era stato nominato Ministro della Difesa nel governo di Ba Maw oltreché comandante del BNA, contattò i capi comunisti e socialisti birmani, alcuni dei quali stavano già guidando le insorgenze anti-nipponiche. Assieme formarono l'Organizzazione Anti-Fascista (AFO, in acronimo inglese) complessivamente diretta da Thakin Soe. La Force 136 riuscì a stabilire un contatto con questa organizzazione attraverso legami con i gruppi comunisti birmani.
Nel corso dell'offensiva finale alleata in Birmania del 1945, ci fu una serie di sollevazioni in Birmania contro i giapponesi, che la Force 136 appoggiò benché avesse scarso controllo o influenza sul BNA ribelle e i suoi sostenitori. La prima ribellione riguardò una forza reclutata localmente e nota come Esercito di Difesa Rakhine sollevatosi contro i giapponesi nello Stato Rakhine. La seconda contemplò una sollevazione di unità BNA presso Toungoo nella Birmania centrale. La sollevazione finale ci fu quando tutto il BNA cambiò affiliazione il 27 marzo.
Le forze dell'AFO, compreso il BNA, furono rinominate Forze Patriottiche Birmane. Svolsero un ruolo nella campagna finale per riconquistare Rangoon, ed eliminare la resistenza giapponese nella Birmania centrale. La forza armata del BNA al tempo della sua defezione si attestava intorno ai 10 000. Le Forze Patriottiche Birmane comprendevano anche un gran numero di comunisti ed altri irregolari aderenti a gruppi particolari, e quei karen che avevano militato nel BNA e nei gruppi di resistenza karen nel delta dell'Irrawaddy.
Nell'accogliere Aung San e le sue forze quali combattenti alleati, la Force 136 si poneva in aperto dissidio con i più prudenti Civil Affairs Service Officers ai vertici del South East Asia Command, spaventati dalle future implicazioni della disponibilità di un vasto arsenale nelle mani  di forze irregolari e potenzialmente anti-britanniche, e dal favorire le carriere politiche di Aung San o dei capi comunisti. L'AFO al tempo della sollevazione si proponeva come il governo provvisorio della Birmania. Alla fine fu persuaso ad abbandonare questa pretesa in seguito a trattative con il South East Asia Command, ottenendo in cambio il proprio riconoscimento quale movimento politico (Lega della Libertà Popolare Anti-Fascista).

#### Azad Hind Fauj
Un'altra forza operante sotto il comando giapponese era l'Azad Hind Fauj ("Esercito Nazionale Indiano"), una forza composta da ex prigionieri di guerra catturati dai i giapponesi a Singapore e alcuni tamil che vivevano nella Malesia Britannica. Però alla Force 136 fu impedito di lavorare con chiunque nell'Esercito Nazionale Indiano, a prescindere dalle sue intenzioni. La linea di condotta verso quest'ultima forza fu tracciata e gestita dall'India Command, un organismo britannico e non "alleato".

#### Operazioni campali
La Force 136 fu attiva anche in operazioni militari più convenzionali contro le linee giapponesi in Birmania. Ciascuna operazione poteva coinvolgere un gruppo fino a 40 fanti con ufficiali e un operatore radio, che penetravano le linee giapponesi in missioni di intelligence e "libera ricerca e distruzione". Le missioni, che potevano durare parecchie settimane (rifornite da aerei da trasporto C47) tenevano stretti contatti radio con basi operative in India, usando cifrari di alta sicurezza (cambiati ogni giorno) e apparecchi radio/Morse sigillati ermeticamente.
Ogni giorno (giapponesi permettendo) ad orari prefissati, gli operatori radio (con scorta) si arrampicavano su un punto elevato favorevole, che di solito imponeva un'ardua arrampicata su qualche alta cresta insidiosa, avvolta nella giungla, ed inviava le più recenti informazioni operative, le esigenze logistiche del gruppo ecc., e riceveva in risposta gli ordini successivi. L'operatore radio era cruciale per il successo di una missione e la sua cattura o morte avrebbe potuto significare il disastro della missione. Per evitare la cattura e per farne uso se torturato dai giapponesi, ogni agente SOE aveva in dotazione una pillola di cianuro.
Uno di questi operatori era James Gow (proveniente dal Royal Corps of Signals), che raccontò la sua prima missione nel libro From Rhunahaorine to Rangoon. Nell'estate del 1944 l'avanzata giapponese verso l'India era stata arrestata con la Battaglia di Kohima. In conseguenza alla battaglia, le forze giapponesi si erano disperse e ritirate nel folto della giungla. Nel quadro dell'iniziativa per scoprire se si stessero riorganizzando per un altro attacco, egli fu inviato da Dimapur con un gruppo forte di 40 gurkha, a localizzare i gruppi di forze giapponesi, identificarne la forza e la loro condizione organizzativa.
Erano permessi attacchi a discrezione su gruppi di giapponesi isolati (senza fare prigionieri), ed anche la distruzione di depositi di provviste. Uno degli ufficiali gurkha con cui James Gow agiva era il maggiore William Lindon-Travers, destinato a diventare Bill Travers, attore reso celebre dal film Nata libera.

### Altro

#### Sezione Indocina Francese del SOE (1943–1945)
La Force 136 svolse un ruolo secondario nei tentativi di organizzare la resistenza locale nell'Indocina Francese, condotti soprattutto da Roger Blaizot, comandante del French Far East Expeditionary Corps (FEFEO) e dal generale Eugène Mordant, capo della resistenza militare. Dal 1944 al 1945 bombardieri a lungo raggio B-24 Liberator aggregati alla Force 136 lanciarono sull'Indocina 40 commando (veterani della "Jedburgh") del servizio segreto francese BCRA, e agenti del Corps Léger d'Intervention noti anche come "Gaur", comandati dal tenente colonnello Paul Huard. Ma l'Indocina non faceva parte in origine del teatro dell'Asia Sudorientale, e quindi non era di competenza SOE. Tra i 136 membri francesi della Force 136 ricordiamo Jean Deuve (22 gennaio), Jean Le Morillon (28 febbraio), Jean Sassi (4 giugno), Bob Maloubier (agosto).
Ci furono anche perplessità americane sull'opportunità di restaurare il regime coloniale francese dopo la guerra, tanto che gli americani alla fine sostennero i Viet Minh anti-francesi. Assieme alle complessità di relazioni tra le autorità indocinesi (che simpatizzavano per la Francia di Vichy), e i rivali movimenti di resistenza "giraudisti" e gollisti, questo rese il collegamento assai difficile. Il SOE aveva pochi agganci con il movimento indigeno Viet Minh.

#### Indie Orientali Olandesi e Australia
Ad eccezione dell'isola di Sumatra, neanche le Indie orientali olandesi erano di competenza del South East Asia Command fino alla resa giapponese. Nel 1943 fu progettata provvisoriamente un'invasione di Sumatra, nome in codice Operazione Culverin. Il SOE organizzò alcune ricognizioni di Sumatra nord (l'odierna provincia di Aceh). Alla fine il piano fu annullato, e non ci furono risultati delle azioni di piccola scala del SOE a Sumatra.
Nel settembre 1945, dopo la resa giapponese, furono paracadutate sulle isole delle Indie orientali olandesi fino a 20 piccole squadre (di solito 4 uomini, un ufficiale esecutivo, un trasmettitore, un ufficiale medico ed un aiutante di sanità), con sei settimane di anticipo su ogni altro contingente alleato. Conosciute come squadre RAPWI (Repatriation of Allied Prisoners of War and Internees), furono incaricate di localizzare ed assistere quelli che erano stati trattenuti nei campi di prigionia. Impiegando militari giapponesi che si erano arresi, garantirono cibo, riparo e assistenza medica a decine di migliaia di prigionieri di guerra e internati, salvando molte vite. Molti ufficiali esecutivi provenivano dalla Anglo Dutch Country Section (ADCS) della Force 136.
Un'altra organizzazione di intelligence mista alleata Special Operations Australia (SOA), nome in codice britannico Force 137, operò fuori dell'Australia contro obiettivi giapponesi a Singapore, sulle altre isole delle Indie orientali olandesi, e Borneo. Comprendeva una Z Special Unit, che eseguì un riuscito attacco su peschereccio nel porto di Singapore, noto come Operazione Jaywick.

## Comunicazioni
Fino alla metà del 1944, le azioni della Force 136 erano ostacolate dalle grandi distanze affrontate; per esempio, da Ceylon alla Malesia Britannica e ritorno richiedeva un volo di 4 500 km.
Tali distanze rendevano difficile usare piccoli aerei clandestini per consegnare provviste o personale via mare (benché tali aerei venissero usati per rifornire il MPAJA in Perak verso la fine della guerra). La Royal Navy mise a disposizione qualche sottomarino per la Force 136.
Alla fine ci furono alcuni aerei B-24 Liberator da usare per paracadutare agenti e materiali. 
In Birmania, ove le distanze erano meno grandi, si potevano usare i velivoli da trasporto Dakota. Su distanze inferiori si potevano impiegare aerei da collegamento Westland Lysander.